# Гребля Капулукая
Гребля Капулукая (тур. Kapulukaya Barajı) - кам'яно-накидна гребля та ГЕС на річці Кизил-Ірмак за 15 км на південь від Кириккале, Туреччина.
Гребля була побудована у 1979-1989 роках. Провідною метою будівництва цієї греблі було виробництво електроенергії та питне водопостачання  Гребля має 44 м заввишки та об'єм 1,56 млн. м³. Водосховище має площу 20,6 км² та об'єм - 285 млн. м³. Встановлена потужність ГЕС - 54 мвт. Середнє річне виробництво - 190 млн кВт·год

## Ресурси Інтернету
- Kapulukaya Barajı - Enerji Atlası Sayfası [Архівовано 5 березня 2016 у Wayback Machine.]